# 邓国
邓国，中国商代、西周、春秋时期诸侯国。曼姓。

## 历史
商王武丁分封他的叔父蔓叔于邓国。商代晚期，邓人南迁至今河南漯河市郾城区东南。西周初年，又举族南迁至南阳盆地，其地域在今河南邓州与湖北襄阳一带，都城约在河南邓州西南的林扒镇。西周以后，邓国又迁都于今湖北襄阳市附近。西周时，邓国与周王室及其他姬姓国关系密切，先后与井、应等国联姻，有较高的社会地位。春秋时期，邓国依然活跃。
前688年，楚文王二年，楚文王攻打申国，必须经过邓国，而邓国是楚文王母舅的祖国，因为他的父亲楚武王有一个夫人叫邓曼，是邓人。不过，邓国是楚国的邻国，灭邓更方便。邓人早有警觉，骓甥、聃甥、养甥三位大臣谏邓主弑文王。邓侯不听。楚文王经邓袭申后，回师攻邓。鲁庄公十六年（前678年），被楚所灭。

## 鄧國君主
- 邓蔓叔，首位邓国国君，为商王武丁分封。
- 鄧公，本名不詳，商代晚期人。[5]
- 鄧伯，本名不詳，西周早期人，周王曾贈送盂貝給他。[5]
- 鄧公，本名不詳，西周早期人。[5]
- 鄧公，本名不詳，西周中期前段人。[5]
- 鄧公，本名不詳，西周中期後段人。[5]
- 鄧公，本名不詳，西周晚期人。[5]
- 鄧公午離，即《左傳·桓公七年》的「鄧侯吾離」，春秋早期人。[5]
- 鄧公牧，名牧，春秋早期人。[5]
- 鄧公乘，名乘。春秋中期人。[5]
- 邓祁侯，邓国末代国君，亡于外甥楚文王之手。